# Elio Bartolini
Elio Bartolini (Conegliano, 22 aprile 1922 – Varmo, 30 aprile 2006) è stato uno scrittore, saggista, poeta e partigiano italiano.

## Biografia
Ha vissuto quasi sempre in Friuli, nella bassa pianura presso Varmo, dove ha ambientato molti dei suoi racconti e dei suoi libri come L'infanzia furlana o Le quattro sorelle bau. Nel 1963 e nel 1978 è stato fra i finalisti del premio Campiello rispettivamente con le sue opere La donna al punto e Pontificale in San Marco. Nel 1982 ha vinto il  Premio Letterario Basilicata e nel 1998 ha meritato il Premio Dessì per la narrativa.
È stato coautore delle sceneggiature de Il grido (1957), L'avventura (1960) e L'eclisse (1962), film di Michelangelo Antonioni e de Le stagioni del nostro amore (1966) di Florestano Vancini.
Dal suo romanzo La bellezza d'Ippolita nel 1962 fu tratto un film omonimo.
Nel 1975 ha diretto il film L'altro Dio e, nel 1980, ritorna alla regia per una cine-inchiesta regionale della Rai trasmessa in due puntate dal titolo Ragazze di un paese con fabbriche.
Elio Bartolini ha scritto, insieme a Paolo Patui, il testo di Bigatis (filandine, le donne che lavoravano nelle filande per produrre la seta), un dramma recitato e cantato in friulano che fu presentato al Mittelfest del 2000. Sull'argomento, che conosceva bene essendo figlio di una filandina, Bartolini ha scritto anche saggi e memorialistica. Il suo archivio è conservato presso il Centro per gli studi sulla tradizione manoscritta di autori moderni e contemporanei dell’Università di Pavia.

## Opere di Elio Bartolini

### Romanzi
- Il Ghebo - inedito (1946-1947)
- Icaro e Petronio - Mondadori (1948-1950) - vincitore premio Hemingway-Mondadori 1950 e premio Bagutta opera prima 1950
- Due ponti a Caracas Mondadori (1953)
- La bellezza d'Ippolita Mondadori (1955) - Longanesi (1968)
- La donna al punto, Rizzoli, Milano 1963;
- Chi abita la villa, Einaudi, Torino 1967;
- Pontificale in San Marco - Rusconi (1978;
- La linea dell'Arciduca - Rusconi (1980)
- Il palazzo di Tauride, Rusconi, Milano 1982;
- L'infanzia furlana - Santi Quaranta (1997) - ristampa
- Le quattro sorelle bau - Santi Quaranta (1999) - ristampa
- Le terre romanze - Santi Quaranta (2000) - ristampa
- Due storie romanze - Edizioni Studio Tesi (1993) - contiene "Il Ghebo" e "Icaro e Petronio".

### Racconti
- Sette racconti cattolici - Leonardo (1992) - Casamassima (2000)
- Racconti aquileiesi - Casamassima (2000)
- Due racconti eretici
- I racconti di Elio Bartolini, Casamassima Libri, 2007
- Affari friulani del sabato sera, Bottega Errante, 2016

### Sillogi poetiche
- Poesiis protestantis (in friulano) - Scheiwiller (1982) - Marsilio (1999)
- Cansonetutis (in friulano) - Editoriale Sette (1986) - Marsilio (1999)

### Biografie
- Ignazio di Loyola - Rusconi (1986)
- Ottavio Bottecchia-Edizioni Studio Tesi (1992)
- Vita di Giacomo Casanova - Mondadori (1998)

### Saggistica
- I Barbari, testi dal IV all'Xi secolo scelti, tradotti e commentati da E. Bartolini, Longanesi, Milano 1970

### Sceneggiature cinematografiche
- Il grido, regia di Michelangelo Antonioni (1957)
- Il carro armato dell'8 settembre, regia di Gianni Puccini (1960)
- L'avventura, regia di Michelangelo Antonioni (1960)
- L'eclisse, regia di Michelangelo Antonioni (1961)
- Le italiane e l'amore, regia di Florestano Vancini (1961)
- Il criminale, regia di Marcello Baldi (1962)
- La bellezza di Ippolita, regia di Giancarlo Zagni (1962)
- Liolà, regia di Alessandro Blasetti (1963)
- Un tentativo sentimentale, regia di Pasquale Festa Campanile, Massimo Franciosa (1963)
- La calda vita, regia di Florestano Vancini (1964)
- Le stagioni del nostro amore, regia di Florestano Vancini (1965)